# KSPO/Saison 2015
Dieser Artikel listet Erfolge und Fahrer des Radsportteams KSPO in der Saison 2015 auf.

## Erfolge in der UCI Asia Tour
| Datum    | Rennen                     | Kat. | Fahrer         |
| -------- | -------------------------- | ---- | -------------- |
| 12. März | 5. Etappe Tour de Langkawi | 2.HC | Seo Joon-yong  |
| 5. April | 5. Etappe Tour of Thailand | 2.2  | Park Sung-baek |
| 6. April | 6. Etappe Tour of Thailand | 2.2  | Park Sung-baek |

## Abgänge – Zugänge
| Zugänge      | Team 2014           | Abgänge        | Team 2015 |
| ------------ | ------------------- | -------------- | --------- |
| Hyo Suk Gong | Geumsan Insam Cello | Youm Jung-hwan | Tod       |
| Joo Kangeun  |                     | Kim Do-Hyeong  | Unbekannt |
|              |                     | Choi Seung-woo | Unbekannt |

## Mannschaft
| Name            | Geburtstag       | Nationalität |
| --------------- | ---------------- | ------------ |
| Hyo Suk Gong    | 1. Januar 1986   | Südkorea     |
| Joo Kangeun     | 16. März 1996    | Südkorea     |
| Kim Hyeon-seok  | 18. August 1995  | Südkorea     |
| Kwon Soon-young | 11. Juni 1993    | Südkorea     |
| Lee Ki-joo      | 9. Juni 1992     | Südkorea     |
| Park Sung-baek  | 27. Februar 1985 | Südkorea     |
| Seo Joon-yong   | 14. März 1988    | Südkorea     |
| Sung Yeon-je    | 1. Oktober 1986  | Südkorea     |